# Wasilij Sokołowski
Wasilij Daniłowicz Sokołowski (ros. Василий Данилович Соколовский; ur. 9 lipca?/21 lipca 1897 w Koźlikach, zm. 10 maja 1968 w Moskwie) – radziecki dowódca wojskowy, marszałek Związku Radzieckiego (1946), dowódca Grupy Wojsk Radzieckich w Niemczech, szef Sztabu Generalnego Armii Radzieckiej, I zastępca ministra obrony ZSRR, Bohater Związku Radzieckiego (1945), deputowany do Rady Najwyższej ZSRR 2., 3., 4., 5., 6. i 7. kadencji.

## Życiorys
Urodził się 21 lipca 1897 r. we wsi Koźliki koło Białegostoku, w białoruskiej rodzinie chłopskiej. W 1918 r. wstąpił do Armii Czerwonej, motywowany chęcią walki o wolność ludu. Uczestniczył w rosyjskiej wojnie domowej walcząc na frontach Północnym i Wschodnim w Azji jako dowódca kompanii, pułku, brygady, szef sztabu dywizji. W 1919 roku dowodził pułkiem a w 1920 brygadą. W 1921 r. ukończył Akademię Wojskową Robotniczo-Chłopskiej Armii Czerwonej.
Od 1921 r. w Azji Środkowej – zastępca szefa zarządu operacyjnego sztabu Frontu Turkiestańskiego, szef sztabu i dowódca dywizji, dowódca Grupy Wojsk Fergańskich i Samarkandzkich obwodów. Po wojnie domowej szef sztabu dywizji strzeleckiej, 5 i 9 Korpusu Armijnego (1922–1930), dowódca dywizji (1930–1934), zastępca szefa sztabu Nadwołżańskiego Okręgu Wojskowego i szef sztabu Uralskiego i Moskiewskiego Okręgu Wojskowego (1935–1941).
W 1931 wstąpił do RKP(b). Od lutego 1941 zastępca szefa Sztabu Generalnego. 
W czasie II wojny światowej 1941–1945 szef sztabu Frontu Zachodniego (lipiec 1941 – styczeń 1942 i maj 1942 – luty 1943), szef sztabu Kierunku Zachodniego (1942), dowódca Frontu Zachodniego (1943–1944), szef sztabu 1 Frontu Ukraińskiego (styczeń 1944 – kwiecień 1945).
Jako I zastępca dowódcy 1 Frontu Białoruskiego (kwiecień – maj 1945) brał udział w operacji berlińskiej.

Po wojnie zastępca, a następnie od marca 1946 dowódca Grupy Okupacyjnych Wojsk Radzieckich w Niemczech i kierujący radziecką administracją wojskową w Niemczech, jednocześnie członek Rady Kontroli ZSRR ds. kierowania Niemcami (marzec 1946 – marzec 1949). Od marca 1949 I zastępca ministra obrony ZSRR. Od czerwca 1952 szef Sztabu Generalnego Armii Radzieckiej – I zastępca ministra obrony ZSRR. W latach 1960–1968 generalny inspektor w Grupie Generalnych Inspektorów Ministerstwa Obrony ZSRR. Deputowany do Rady Najwyższej ZSRR od 2. do 7. kadencji. 
Jest autorem lub koedytorem wielu publikacji wojskowych, m.in. „Strategia wojenna” (1962), „Rozgromienie wojsk niemiecko-faszystowskich pod Moskwą” (1964) i innych.
Zmarł 10 maja 1968 i został pochowany pod murem kremlowskim na placu Czerwonym w Moskwie.

## Awanse
- komdiw – 21 listopada 1935
- komkor – 31 grudnia 1939
- generał porucznik – 4 czerwca 1940
- generał pułkownik – 13 czerwca 1942
- generał armii – 27 sierpnia 1943
- marszałek Związku Radzieckiego – 3 lipca 1946

## Odznaczenia i wyróżnienia
- Medal Złota Gwiazda Bohater Związku Radzieckiego (29 maja 1945)
- Order Lenina – ośmiokrotnie (1941, 1942, 1945, 1945, 1947, 1948, 1957, 1967)
- Order Rewolucji Październikowej (1968)
- Order Czerwonej Gwiazdy – trzykrotnie (1928, 1944, 1949)
- Order Suworowa I stopnia – trzykrotnie (1943, 1943, 1945)
- Order Kutuzowa I stopnia – trzykrotnie (1943, 1944, 1956)
- Medal „Za obronę Moskwy”
- Medal „Za zdobycie Berlina”
- Medal „Za zwycięstwo nad Niemcami w Wielkiej Wojnie Ojczyźnianej 1941–1945”
- Medal jubileuszowy „Dwudziestolecia zwycięstwa w Wielkiej Wojnie Ojczyźnianej 1941–1945”
- Medal jubileuszowy „XX lat Robotniczo-Chłopskiej Armii Czerwonej”
- Medal jubileuszowy „30 lat Armii Radzieckiej i Floty”
- Medal jubileuszowy „40 lat Sił Zbrojnych ZSRR”
- Medal jubileuszowy „50 lat Sił Zbrojnych ZSRR”
- Honorowa Broń ze Złotym Godłem Państwowym ZSRR (1968)
- Order Republiki (1942, Tuwińska Republika Ludowa)
- Krzyż Kawalerski Orderu Wojennego Virtuti Militari (Polska)
- Order Krzyża Grunwaldu II klasy (Polska - uchwała KRN z 24 kwietnia 1946)[3]
- Medal za Warszawę 1939–1945 (Polska)
- Medal za Odrę, Nysę, Bałtyk (Polska)
- Order Białego Lwa I stopnia (CSSR)
- Medal Pamiątkowy Orderu Słowackiego Powstania Narodowego (CSSR)
- Złota Gwiazda Partyzancka (Jugosławia)
- Order Czerwonego Sztandaru (Mongolia)
- Krzyż Wielkiego Oficera Orderu Legii Honorowej (Francja)
- Komandorska Legia Zasługi (USA)
- Komandor Orderu Imperium Brytyjskiego (Wielka Brytania, 1945)[4]
- Złoty Order Zasług dla Ojczyzny – dwukrotnie (NRD)